# Лебехівка
Лебехівка — колишнє село в Україні, у Глобинському районі Полтавської області. 
Зараз територія села затоплена водами Кременчуцького водосховища.

## Історичні відомості
За козаччини Лебехівка входила до Чигирин-Дібровської та пізніше Жовнинської сотні Лубенського полку.
З ліквідацією сотенного устрою село Лебехівка, як і всі інше села Жовнинської сотні перейшло до складу Городиського повіту Київського намісництва.
За описом 1787 року в селі проживало 254 душі. Було у володінні власників: судді полкового Дем'яна і сотника Данила Булюбашів.
За даними на 1859 рік у власницькому селі Кременчуцького повіту Полтавської губернії, мешкало 471 осіб (237 чоловічої статі та 234 — жіночої), налічувалось 85 дворових господарств, існувала православна церква.
Станом на 1885 рік у колишньому державному та власницькому селі Мозоліївської волості мешкало 540 осіб, налічувалось 94 дворових господарств, існували православна церква, школа, постоялий будинок і 3 вітряних млини.
За переписом 1897 року кількість мешканців зросла до 788 осіб (395 чоловічої статі та 393 — жіночої), з яких 775 — православної віри.
На 1946 рік Лебехівської сільської ради окрім Лебехівки входив і хутір Відпільне (на той час Градизький район Полтавської області).
Під час будівництва Кременчуцького водосховища наприкінці 1950-х років територія села потрапила у зону затоплення. Основну масу мешканців села переселено до села Жуки.

## Відомі особи
У селі жили після одруження Михайло Старицький із сестрою Миколи Лисенка — шістнадцятирічною Софією Віталіївною у маєтку родини Старицьких